# Uberto Giménez
Uberto Ramón Giménez Martínez, également connu comme Umberto Giménez ou El Chato Giménez, né le 31 décembre 1923 à Rosario (Argentine), est un footballeur argentin des années 1940 et 1950 qui jouait au poste d'attaquant.

## Biographie
Uberto Giménez effectue la plupart de sa carrière dans des clubs argentins tels que le Rosario Central et le CA Platense, ou encore uruguayens comme les Montevideo Wanderers et le Liverpool Montevideo. 
Il joue la saison 1949-1950 dans les rangs du FC Barcelone avec qui il joue sept matches au sein du championnat d'Espagne, inscrivant deux buts.
Il est ensuite recruté par le Toulouse FC.